# 国际社会主义组织 (博茨瓦纳)
国际社会主义组织（英语：International Socialist Organization）是博茨瓦纳的一个小型托洛茨基主义组织。该组织是国际社会主义倾向的成员。该组织出版报纸《来自底层的社会主义》，这是目前博茨瓦纳唯一一份由政治团体出版的固定报纸。